# Grand Prix automobile de Chine 2014
GP précédent GP suivant
Le Grand Prix automobile de Chine 2014 (2014 Formula 1 UBS Chinese Grand Prix), disputé le 20 avril 2014 sur le circuit international de Shanghai à Shanghai, est la 901e épreuve du championnat du monde de Formule 1 courue depuis 1950 et la quatrième manche du championnat 2014.
Lewis Hamilton domine largement ses rivaux lors des qualifications puisqu'il réalise le meilleur temps lors de chacune des trois phases. En obtenant la trente-quatrième pole position de sa carrière, il devient le pilote britannique ayant obtenu le plus de pole positions en Formule 1. Daniel Ricciardo domine une nouvelle fois Sebastian Vettel et s'élance depuis la première ligne, juste devant son coéquipier, en deuxième ligne au côté de Nico Rosberg, parti en tête-à-queue lors de son ultime tour de qualification. La troisième ligne est occupée par Fernando Alonso dont les performances lors des essais libres laissent entrevoir un regain de forme de sa monoplace et par Felipe Massa. Valtteri Bottas et Nico Hülkenberg, en quatrième ligne, confirment leurs bonnes prestations depuis le début de saison. La cinquième ligne est entièrement française, Jean-Éric Vergne devançant Romain Grosjean qui accède pour la première fois de la saison à la dernière phase des qualifications.
Lewis Hamilton, au terme d'une course amputée de deux tours à la suite d'une erreur des commissaires, remporte facilement sa troisième victoire consécutive de la saison en bouclant tous les tours en tête. Son coéquipier Nico Rosberg, auteur du meilleur tour en course, en terminant second, permet aux Flèches d'Argent de réaliser un troisième doublé consécutif, le huitième de leur histoire. Fernando Alonso obtient le premier podium de la saison de Ferrari, sous les yeux du nouveau directeur de la Scuderia Marco Mattiacci. Ricciardo, quatrième, se classe à nouveau devant Vettel. Les points recueillis par les deux pilotes Red Bull permettent à leur écurie de se hisser au deuxième rang du classement des constructeurs. Hülkenberg et Bottas terminent encore une fois dans les points, de même que Pérez et le novice Kvyat.   
Nico Rosberg conserve la tête du championnat du monde avec 79 points, devant son coéquipier Hamilton (75 points), Alonso (41 points), Hülkenberg (36 points), Vettel (33 points), Daniel Ricciardo et Valtteri Bottas (24 points chacun). Mercedes conserve la première place du classement des constructeurs avec 154 points et devance désormais Red Bull Racing (57 points) et Force India (54 points) ; suivent Ferrari (52 points), McLaren (43 points), Williams (36 points) et Toro Rosso (8 points). Sept des onze écuries engagées au championnat ont marqué des points, Sauber, Lotus, Marussia et Caterham n'en ayant pas encore inscrit.

## Essais libres

### Première séance, le vendredi de 10 h à 11 h 30
| Pos. | Pilote           | Voiture              | Chrono         | Écart     |
| ---- | ---------------- | -------------------- | -------------- | --------- |
| 1    | Fernando Alonso  | Ferrari              | 1 min 39 s 783 |           |
| 2    | Nico Rosberg     | Mercedes             | 1 min 40 s 181 | + 0 s 398 |
| 3    | Daniel Ricciardo | Red Bull-Renault     | 1 min 37 s 953 | + 0 s 451 |
| 4    | Jenson Button    | McLaren-Mercedes     | 1 min 40 s 970 | + 1 s 187 |
| 5    | Nico Hülkenberg  | Force India-Mercedes | 1 min 41 s 175 | + 1 s 392 |
| 6    | Kevin Magnussen  | McLaren-Mercedes     | 1 min 41 s 366 | + 1 s 583 |

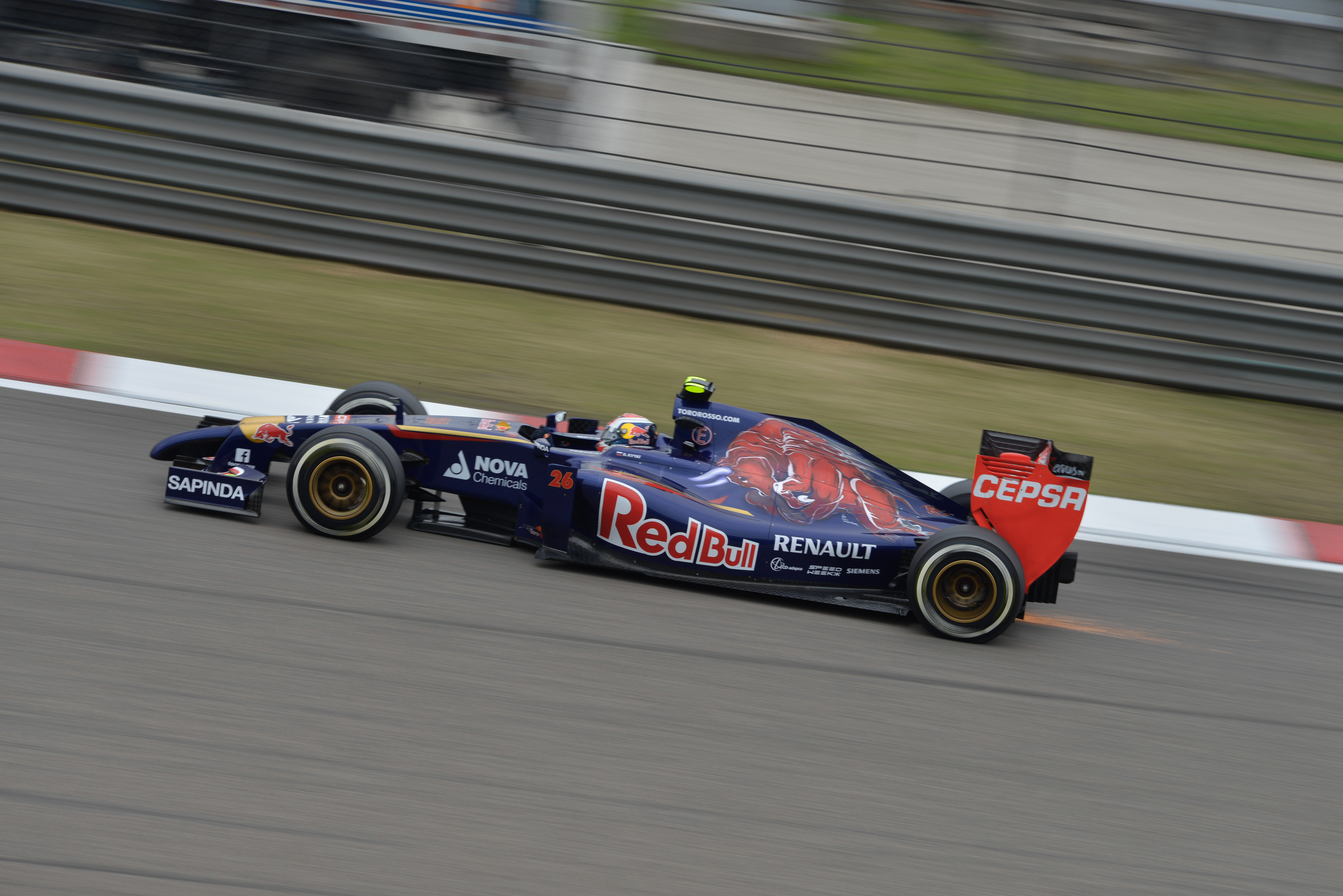
Daniil Kvyatt lors de la première séance d'essais libres.

La température ambiante est de 15 °C et la piste est sèche au départ de la première séance d'essais libres du Grand Prix de Chine. Ferrari, Red Bull et Toro Rosso envoient en piste leurs monoplaces enduites de flo-vis, une peinture spéciale fluorescente qui permet de visualiser l'écoulement des flux d'air. Les McLaren, qui n'ont toujours pas de sponsor-titre, mettent en avant leur partenaire technique SAP sur les flancs et l'aileron arrière de leurs monoplaces ; Lotus F1 Team, dans la même situation, arbore un logo Renault en mandarin afin de fêter l'accord, signé le 16 décembre 2013, entre Renault et Dongfeng Motor Corporation pour créer une coentreprise, active en 2016, pour produire des véhicules Renault en Chine,,,,.  
Les McLaren s'élancent en premier pour boucler leur tour d'installation, suivies des autres monoplaces. Sous les yeux de Marco Mattiacci, le nouveau directeur de la Scuderia qui remplace Stefano Domenicali, les Ferrari F14 T talonnent fortement dès leurs premiers tours de piste, projetant de grandes gerbes d'étincelles dans le brouillard de pollution de Shanghai. Une Red Bull RB10 doit rapidement rentrer au stand, à la suite d'un important mouvement latéral de l'ensemble de l'aileron arrière, mal fixé. Jenson Button, vingt minutes après le début de la séance, fixe le temps de référence en 1 min 42 s 482,,,.
Pastor Maldonado est victime d'un tête-à-queue : en effectuant un changement de réglage sur son volant, il manque le point de freinage et part à la faute. De nombreux pilotes expliquent que la fraicheur ambiante rend difficile la montée en température des pneus durs. Après une trentaine de minutes, Nico Rosberg, dont la Mercedes dispose d'un nouvel aileron avant, passe en tête en 1 min 41 s 063 et améliore ensuite en 1 min 40 s 840 ; il devance Fernando Alonso de 0 s 464 et son coéquipier Lewis Hamilton de 0 s 720. À la mi-séance, Kimi Räikkönen victime d'ennuis techniques sur sa monoplace, n'a toujours pas pris la piste, de même que Jules Bianchi (le Finlandais sera le seul pilote a n'effectuer aucun tour chronométré durant cette session). À quarante minutes de la fin de séance, Alonso améliore de plus d'une seconde la performance de Rosberg (1 min 39 s 783). Alors que les pilotes Mercedes ont quitté le cockpit de leurs monoplaces pour étudier les données techniques avec leurs ingénieurs, Daniel Ricciardo passe devant Rosberg pour un dixième de seconde. Alonso devance finalement Rosberg, Ricciardo, Button et Nico Hülkenberg,,,.
- Giedo Van der Garde, pilote essayeur chez Sauber, remplace Adrian Sutil lors de cette séance d'essais.
- Felipe Nasr, pilote essayeur chez Williams, remplace Valtteri Bottas lors de cette séance d'essais.

### Deuxième séance, le vendredi de 14 h à 15 h 30
| Pos. | Pilote           | Voiture           | Chrono         | Écart     |
| ---- | ---------------- | ----------------- | -------------- | --------- |
| 1    | Lewis Hamilton   | Mercedes          | 1 min 38 s 315 |           |
| 2    | Fernando Alonso  | Ferrari           | 1 min 38 s 456 | + 0 s 141 |
| 3    | Nico Rosberg     | Mercedes          | 1 min 38 s 726 | + 0 s 411 |
| 4    | Daniel Ricciardo | Red Bull-Renault  | 1 min 38 s 811 | + 0 s 496 |
| 5    | Sebastian Vettel | Red Bull-Renault  | 1 min 39 s 015 | + 0 s 700 |
| 6    | Felipe Massa     | Williams-Mercedes | 1 min 39 s 118 | + 0 s 803 |

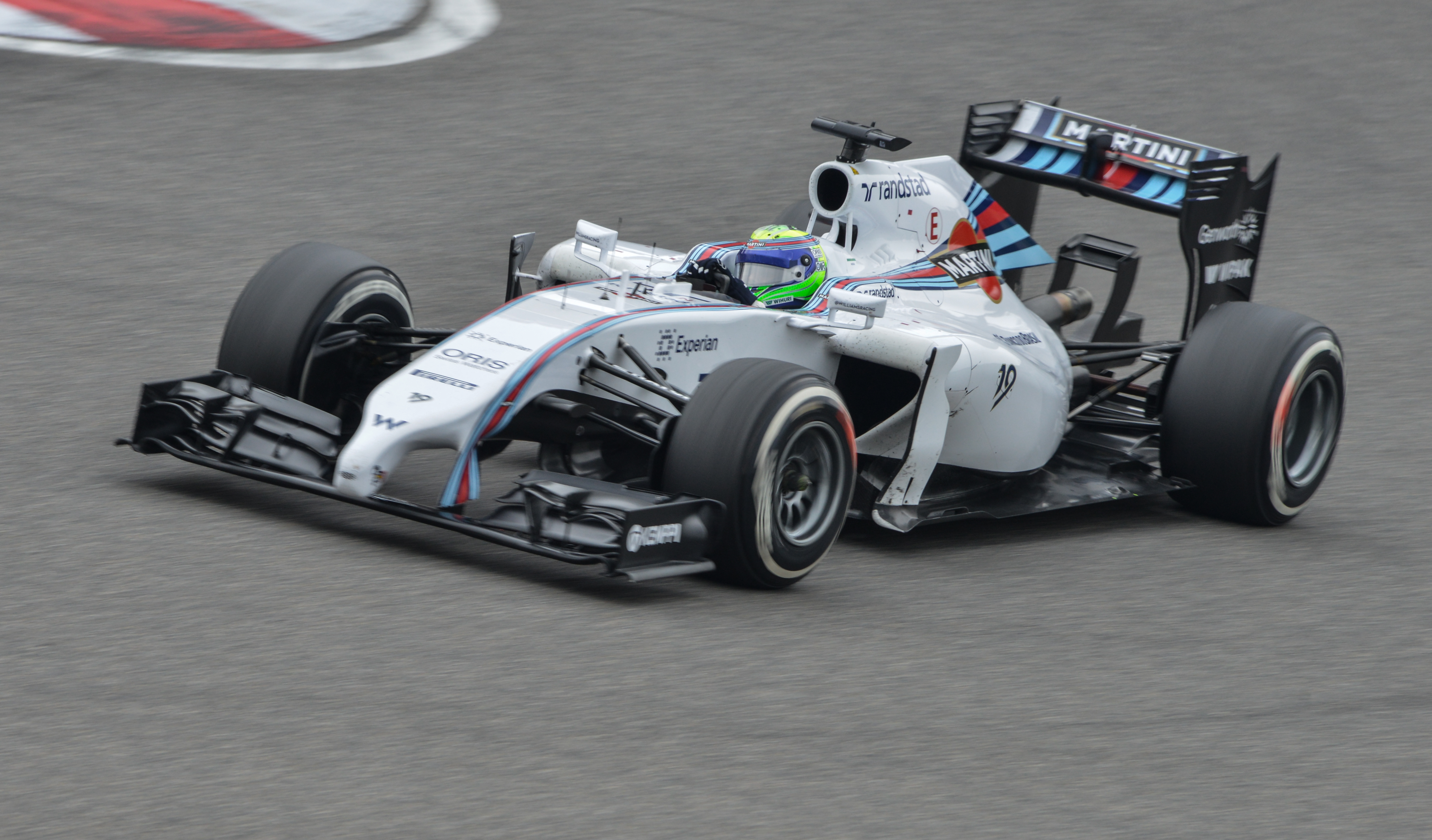
Felipe Massa lors du Grand Prix de Chine 2014.

Avec 14 °C au départ de la seconde séance d'essais libres, la température ambiante est encore plus fraîche que lors de la première séance. Les pilotes s'élancent dès l'ouverture de la piste (à 25 °C), certains pour boucler un simple tour d'installation tandis que d'autres enchaînent plusieurs tours. Adrian Sutil établit le premier tour chronométré en 1 min 45 s 104 mais son temps est rapidement, et largement, amélioré au fil des tours : Daniil Kvyat tourne en 1 min 41 s 279, Sebastian Vettel en 1 min 41 s 087 et Felipe Massa en  1 min 40 s 788,,.  
Nico Rosberg, en 1 min 39 s 792, se rapproche de la performance réalisée par Fernando Alonso lors de la séance matinale. Alonso améliore alors son propre temps, en 1 min 39 s 251, alors qu'il reste encore une heure d'essais. Quelques minutes plus tard, le drapeau jaune est agité lorsque Pastor Maldonado, en entrant dans les stands à trop grande vitesse, traverse le bac à graviers (où avait échoué Lewis Hamilton en 2007 dans sa course au titre mondial), heurte le mur de pneus et chiffonne sa Lotus E22 ; le Vénézuélien doit mettre un terme à sa séance, la suspension avant de la Lotus étant détruite. À la mi-séance, Nico Rosberg est le premier en piste en pneus tendres : il passe en tête du classement en 1 min 38 s 726. Fernando Alonso reprend immédiatement la main en 1 min 38 s 456 puis Lewis Hamilton améliore en 1 min 38 s 315, meilleur temps de la séance,,.
Comme durant la matinée où il n'a pas pu tourner, Kimi Räikkönen est en grande difficulté : après douze tours, sa meilleure performance est à plus de deux secondes du meilleur temps ; il lui faut une heure d'essais pour revenir à une seconde d'Hamilton. Les Red Bull restent dans les positions de tête durant l'essentiel de la séance tandis que Romain Grosjean, Valtteri Bottas, Felipe Massa, Nico Hülkenberg et Sergio Pérez réalisent de longs relais pour évaluer la dégradation des pneus tendres,,.

### Troisième séance, le samedi de 11 h à 12 h
| Pos. | Pilote           | Voiture              | Chrono         | Écart     |
| ---- | ---------------- | -------------------- | -------------- | --------- |
| 1    | Daniel Ricciardo | Red Bull-Renault     | 1 min 53 s 958 |           |
| 2    | Felipe Massa     | Williams-Mercedes    | 1 min 54 s 492 | + 0 s 534 |
| 3    | Romain Grosjean  | Lotus-Renault        | 1 min 54 s 514 | + 0 s 556 |
| 4    | Nico Hülkenberg  | Force India-Mercedes | 1 min 55 s 032 | + 1 s 074 |
| 5    | Kimi Räikkönen   | Ferrari              | 1 min 55 s 062 | + 1 s 104 |
| 6    | Pastor Maldonado | Lotus-Renault        | 1 min 55 s 228 | + 1 s 270 |

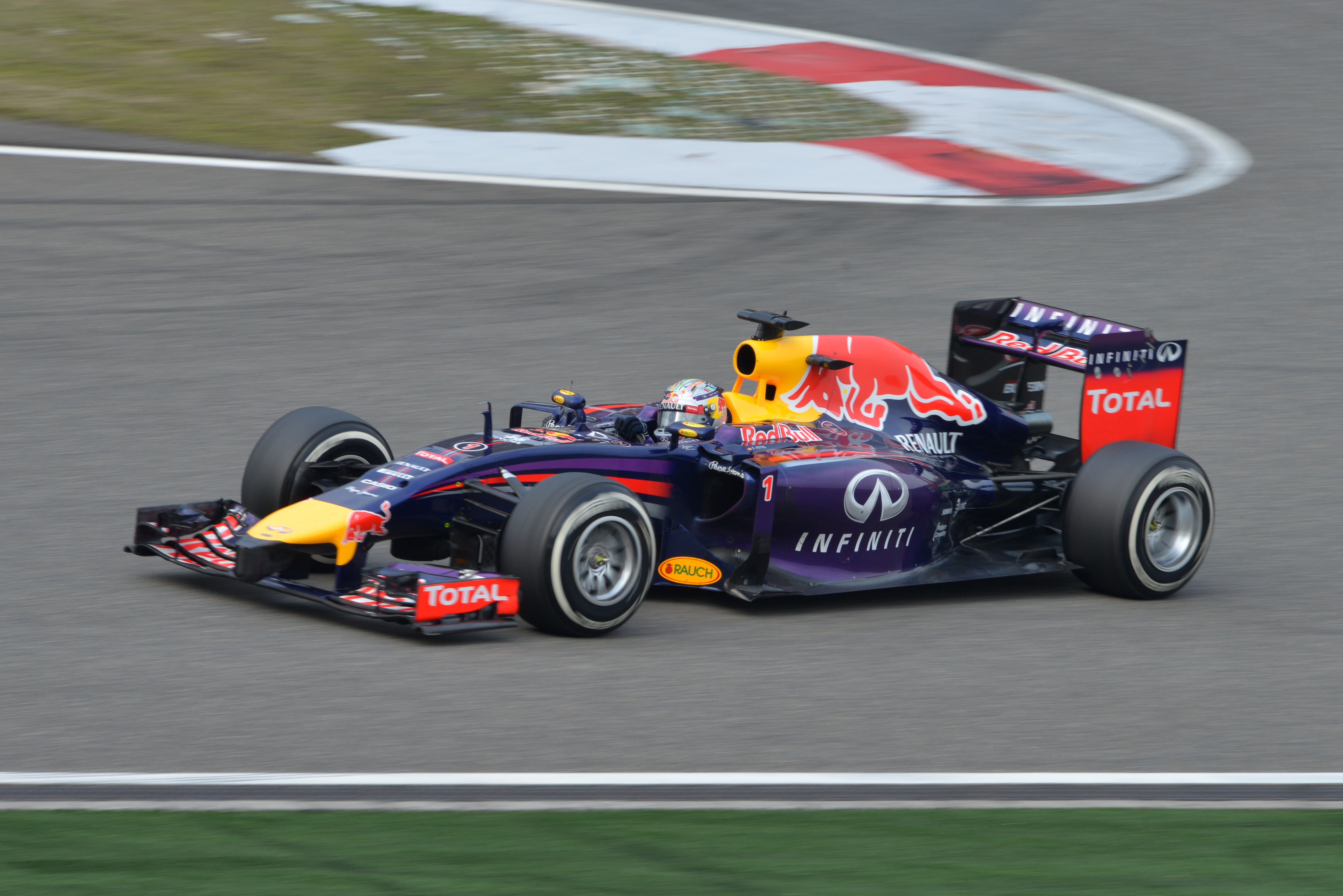
Sebastian Vettel lors du Grand Prix de Chine 2014.

La troisième et dernière séance d'essais libres se déroule dans des conditions difficiles puisque s'il fait toujours aussi frais sur Shanghai avec seulement 14 °C dans l'air, une bruine matinale rend la piste du circuit de Shanghai très glissante. Beaucoup de pilotes sortent des stands chaussés de pneus intermédiaires ou de pneus pluie pour effectuer leur tour de reconnaissance. Si la piste détrempée n'incite pas vraiment les écuries à enchaîner les tours en début de séance, Pastor Maldonado et Romain Grosjean, les deux pilotes Lotus F1 Team sont les premiers à boucler un tour chronométré après un quart d'heure : Maldonado tourne en 1 min 56 s 676 et son coéquipier améliore en 1 min 54 s 514,,.  
À la mi-séance, seuls quatorze pilotes ont réalisé un tour chronométré. Valtteri Bottas et Marcus Ericsson partent à la faute dans le virage no 10, sans conséquence. Pastor Maldonado, à la demande de son équipe, est contraint d'immobiliser sa monoplace, en proie à une fuite d'huile, sur le bas-côté de la piste à la suite d'un incident technique alors qu'il reste une vingtaine de minutes avant le drapeau à damier. Marcus Ericsson est lui aussi victime de soucis techniques alors que Kevin Magnussen, Nico Rosberg, Lewis Hamilton, Fernando Alonso et Kimi Räikkönen ne bouclent que leurs tours d'installation et ne participent pas à la session d'essai, préférant préserver leurs pneus pour la qualification qui s'annonce humide également. Finalement, Daniel Ricciardo, en 1 min 53 s 958, prend la tête du classement,,,.

## Séance de qualification, le samedi de 14 h à 15 h

### Résultats des qualifications

#### Session Q1

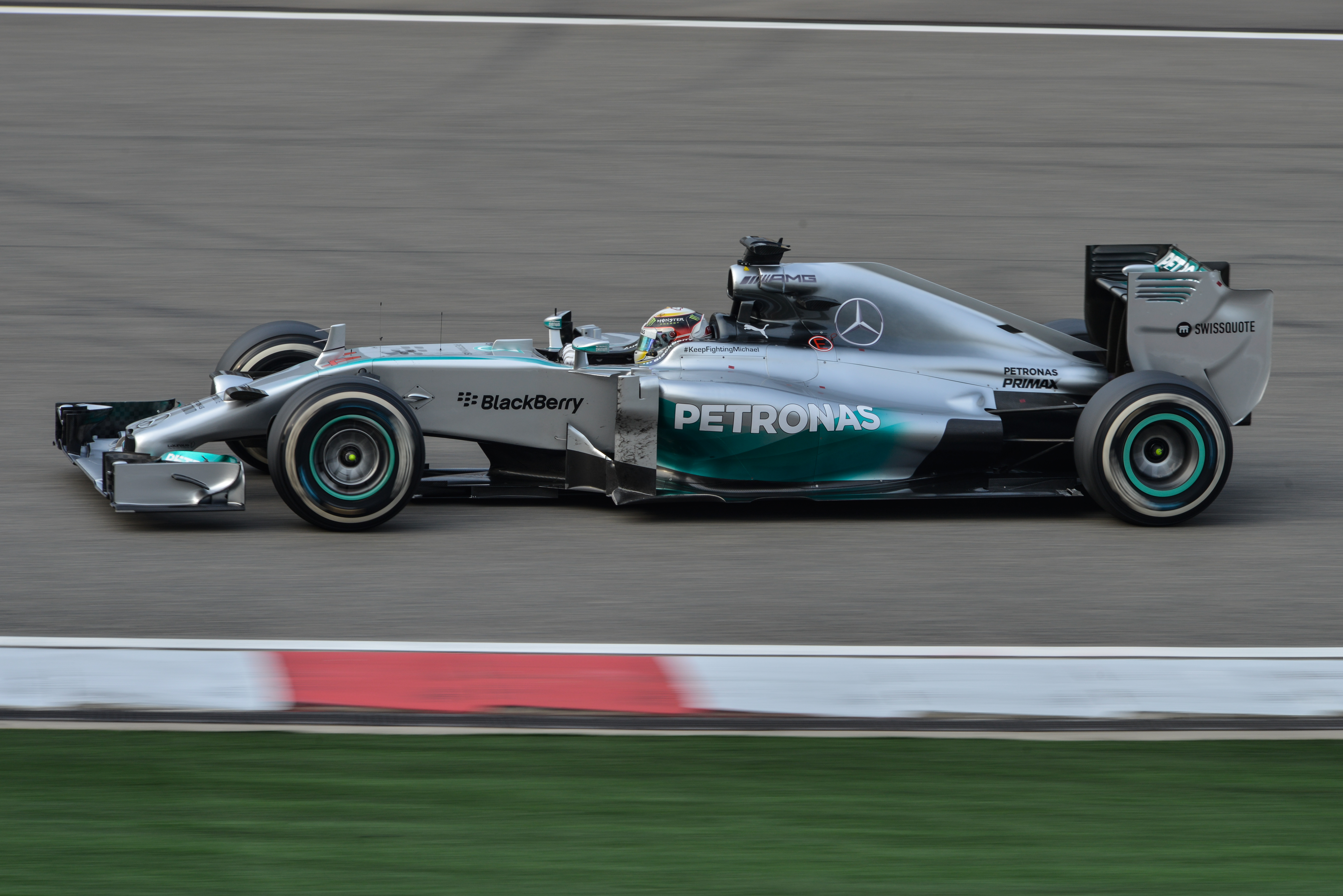
Lewis Hamilton lors du Grand Prix de Chine 2014.

À quelques instants du départ de la première phase de la séance qualificative, une pluie régulière s'abat sur le circuit ; la température de l'air est de 14 °C et la piste n'est qu'à 16 °C. Pastor Maldonado, pénalisé d'un recul de cinq places sur la grille de départ pour avoir envoyé Esteban Gutiérrez en tonneau lors du Grand Prix précédent, à Bahreïn, manque la séance, sa voiture étant démontée dans son stand après les problèmes de moteur rencontrés lors de la dernière session d'essais libres ; le Vénézuélien partira donc de la dernière place sur la grille de départ,,.
Tous les pilotes prennent la piste dès son ouverture, chaussés de pneus pluie, hormis les deux pilotes Caterham F1 Team, Kamui Kobayashi et Marcus Ericsson et de Jean-Éric Vergne qui ont choisi les pneus intermédiaires. La piste est glissante et Nico Rosberg, Kimi Räikkönen, Sergio Pérez, Romain Grosjean et Marcus Ericsson partent à la faute sur différents freinages. Daniil Kvyat fixe le temps de référence en 1 min 59 s 936. Les Mercedes prennent ensuite le contrôle de la session : Nico Rosberg tourne en 1 min 56 s 351 et si Sebastian Vettel améliore en 1 min 55 s 929, il doit s'incliner face à Lewis Hamilton, qui réalise le meilleur temps en 1 min 55 s 516. Après deux tours lancés, Fernando  Alonso pointe au troisième rang,,.   
À cinq minutes de la fin de séance, les douze premières places sont occupées par les pilotes des Mercedes, Red Bull Racing, Scuderia Ferrari, Williams F1 Team, Force India et McLaren Racing. Les six pilotes éliminés sont Maldonado, Gutiérrez, Ericsson et son coéquipier Kobayashi, Max Chilton et son coéquipier Jules Bianchi,,.

#### Session Q2
Plusieurs pilotes ayant amélioré leurs performances chaussés de pneus intermédiaires à la fin de la session Q1, Adrian Sutil monte le premier en piste et fait le pari de s'élancer ainsi chaussé sur une piste encore sensiblement détrempée. Il est rapidement imité par ses rivaux et Lewis Hamilton fixe le temps de référence en 1 min 54 s 200,,. 
Nico Rosberg, second, échoue à plus d'une seconde de son coéquipier et devance Sebastian Vettel d'une demi-seconde. À quelques minutes de la fin de séance, Romain Grosjean réalise le huitième temps, derrière les Ferrari de Fernando Alonso et de Kimi Räikkönen et Valtteri Bottas. Le Français améliore ensuite, de même que Daniel Ricciardo qui accède au troisième rang. Lewis Hamilton améliore sa performance en bouclant un tour en 1 min 54 s 029 et devance finalement Vettel et Rosberg ; suivent Ricciardo, Alonso, Bottas et Grosjean. Les six pilotes éliminés sont Sergio Pérez et son coéquipier Adrian Sutil, Kevin Magnussen, et son coéquipier Jenson Button, Daniil Kvyat et Räikkönen,,.

#### Session Q3

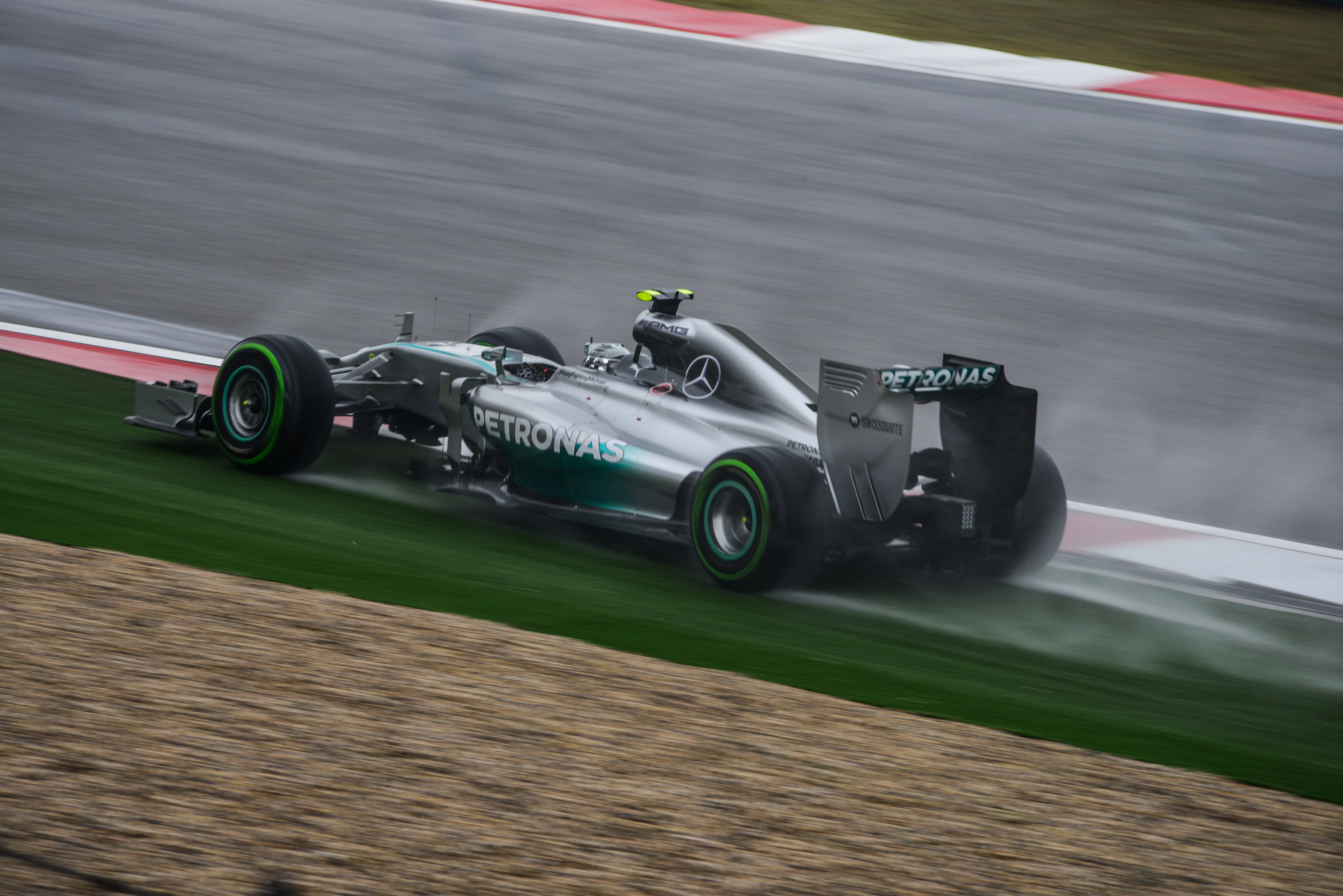
Nico Rosberg lors des qualifications du Grand Prix de Chine 2014.

S'il pleut encore plus fort que lors des deux premières phases qualificatives, plusieurs pilotes choisissent de prendre la piste chaussés de pneus  intermédiaires ; Jean-Éric Vergne, Valtteri Bottas et Nico Hülkenberg préfèrent s'élancer en pneus pluie. Sebastian Vettel fixe le temps de référence en 1 min 54 s 981 et devance Nico Rosberg de près de deux dixièmes de seconde. Lewis Hamilton, dès son premier tour lancé, réalise un temps de 1 min 54 s 348. À l'issue de la première tentative, Hamilton précède Vettel, Rosberg, Daniel Ricciardo, Fernando Alonso, Felipe Massa, Bottas, Vergne, Hülkenberg et Romain Grosjean,,.
Les pilotes rejoignent leur stand pour chausser des pneus neufs et Hülkenberg passe en intermédiaires. Daniel Ricciardo réalise une très bonne performance dans les deux premiers secteurs et accède au second rang tandis que Rosberg commet une erreur en sortant trop largement d'une courbe. Lewis Hamilton améliore son temps de plusieurs dixièmes en tournant en 1 min 53 s 860 et réalise ainsi la trente-quatrième pole position de sa carrière, ce qui fait de lui le meilleur pilote britannique dans cet exercice,,. 
Daniel Ricciardo prend la deuxième place, devant son équipier Sebastian Vettel alors que Rosberg, en tête-à-queue dans le dernier virage lors de sa dernière tentative, prend la quatrième place. Alonso et Bottas constituent la troisième ligne et devancent Hülkenberg, Vergne, Massa et Grosjean,,.

### Grille de départ du Grand Prix
| Pos.                                                                                      | N° | Pilote            | Écurie               | Qualifications 1 | Qualifications 2 | Qualifications 3 |
| ----------------------------------------------------------------------------------------- | -- | ----------------- | -------------------- | ---------------- | ---------------- | ---------------- |
| 1                                                                                         | 44 | Lewis Hamilton    | Mercedes             | 1 min 55 s 516   | 1 min 54 s 029   | 1 min 53 s 860   |
| 2                                                                                         | 3  | Daniel Ricciardo  | Red Bull-Renault     | 1 min 56 s 641   | 1 min 55 s 302   | 1 min 54 s 455   |
| 3                                                                                         | 1  | Sebastian Vettel  | Red Bull-Renault     | 1 min 55 s 926   | 1 min 54 s 499   | 1 min 54 s 960   |
| 4                                                                                         | 6  | Nico Rosberg      | Mercedes             | 1 min 56 s 058   | 1 min 55 s 294   | 1 min 55 s 143   |
| 5                                                                                         | 14 | Fernando Alonso   | Ferrari              | 1 min 56 s 961   | 1 min 55 s 765   | 1 min 55 s 637   |
| 6                                                                                         | 19 | Felipe Massa      | Williams-Mercedes    | 1 min 56 s 850   | 1 min 56 s 757   | 1 min 56 s 147   |
| 7                                                                                         | 77 | Valtteri Bottas   | Williams-Mercedes    | 1 min 56 s 501   | 1 min 56 s 253   | 1 min 56 s 282   |
| 8                                                                                         | 27 | Nico Hülkenberg   | Force India-Mercedes | 1 min 55 s 913   | 1 min 56 s 847   | 1 min 56 s 366   |
| 9                                                                                         | 25 | Jean-Éric Vergne  | Toro Rosso-Renault   | 1 min 57 s 477   | 1 min 56 s 584   | 1 min 56 s 773   |
| 10                                                                                        | 8  | Romain Grosjean   | Lotus-Renault        | 1 min 58 s 411   | 1 min 56 s 407   | 1 min 57 s 079   |
| 11                                                                                        | 7  | Kimi Räikkönen    | Ferrari              | 1 min 58 s 279   | 1 min 56 s 860   |                  |
| 12                                                                                        | 22 | Jenson Button     | McLaren-Mercedes     | 1 min 57 s 783   | 1 min 56 s 963   |                  |
| 13                                                                                        | 26 | Daniil Kvyat      | Toro Rosso-Renault   | 1 min 57 s 261   | 1 min 57 s 289   |                  |
| 14                                                                                        | 99 | Adrian Sutil      | Sauber-Ferrari       | 1 min 58 s 138   | 1 min 57 s 393   |                  |
| 15                                                                                        | 20 | Kevin Magnussen   | McLaren-Mercedes     | 1 min 57 s 369   | 1 min 57 s 675   |                  |
| 16                                                                                        | 11 | Sergio Pérez      | Force India-Mercedes | 1 min 58 s 362   | 1 min 58 s 264   |                  |
| 17                                                                                        | 21 | Esteban Gutiérrez | Sauber-Ferrari       | 1 min 58 s 988   |                  |                  |
| 18                                                                                        | 10 | Kamui Kobayashi   | Caterham-Renault     | 1 min 59 s 260   |                  |                  |
| 19                                                                                        | 17 | Jules Bianchi     | Marussia-Ferrari     | 1 min 59 s 326   |                  |                  |
| 20                                                                                        | 9  | Marcus Ericsson   | Caterham-Renault     | 2 min 00 s 646   |                  |                  |
| 21                                                                                        | 4  | Max Chilton       | Marussia-Ferrari     | 2 min 00 s 865   |                  |                  |
| Temps minimal à réaliser pour la qualification : 2 min 03 s 602 (107 % de 1 min 55 s 516) |    |                   |                      |                  |                  |                  |
| Np.                                                                                       | 13 | Pastor Maldonado  | Lotus-Renault        |                  |                  |                  |

- Pastor Maldonado, initialement non qualifié puisque n'ayant pas pris part à la qualification, est autorisé à prendre le départ depuis la dernière place de la grille[26].

## Course

### Déroulement de l'épreuve

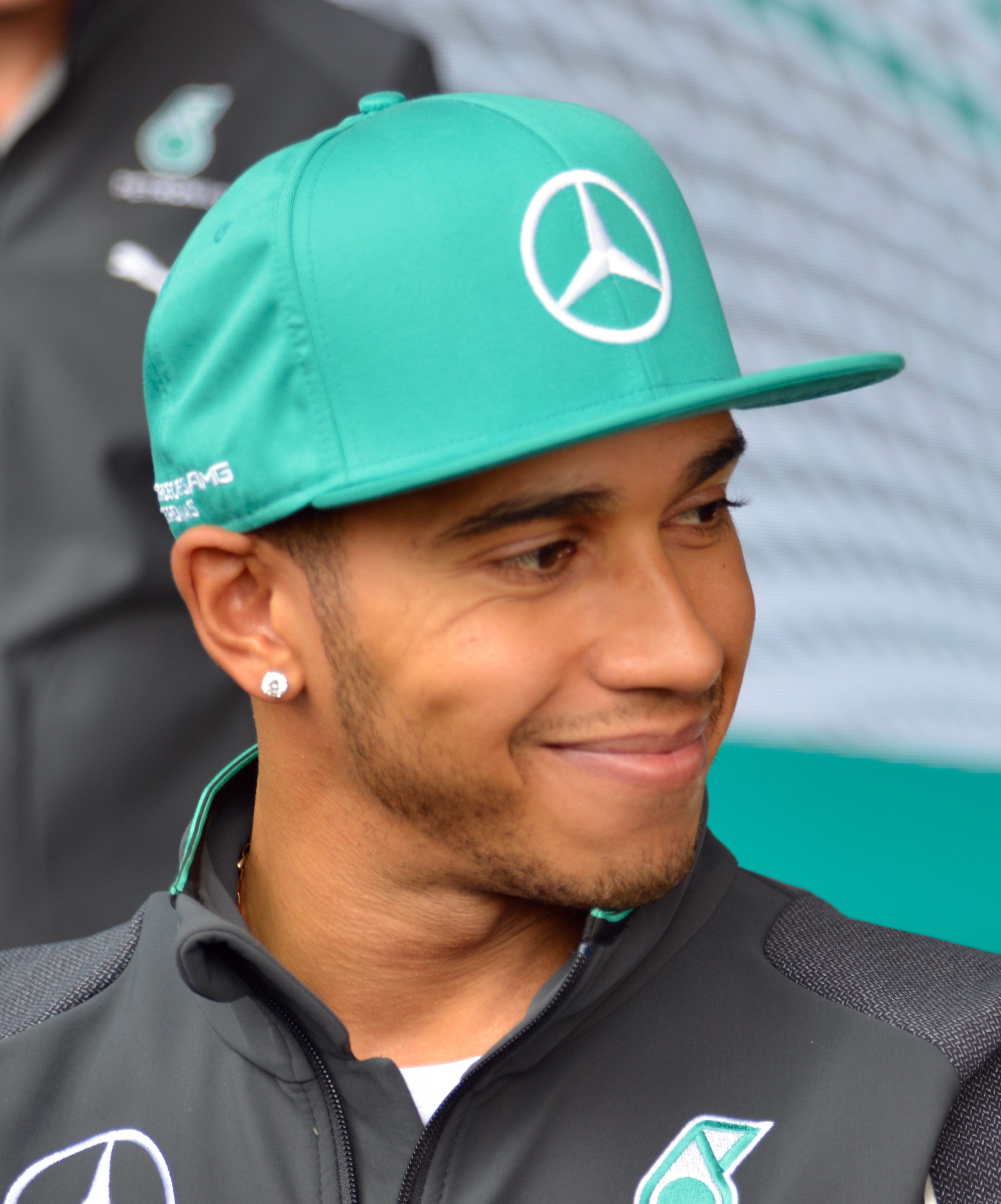
Lewis Hamilton remporte le Grand Prix de Chine 2014.

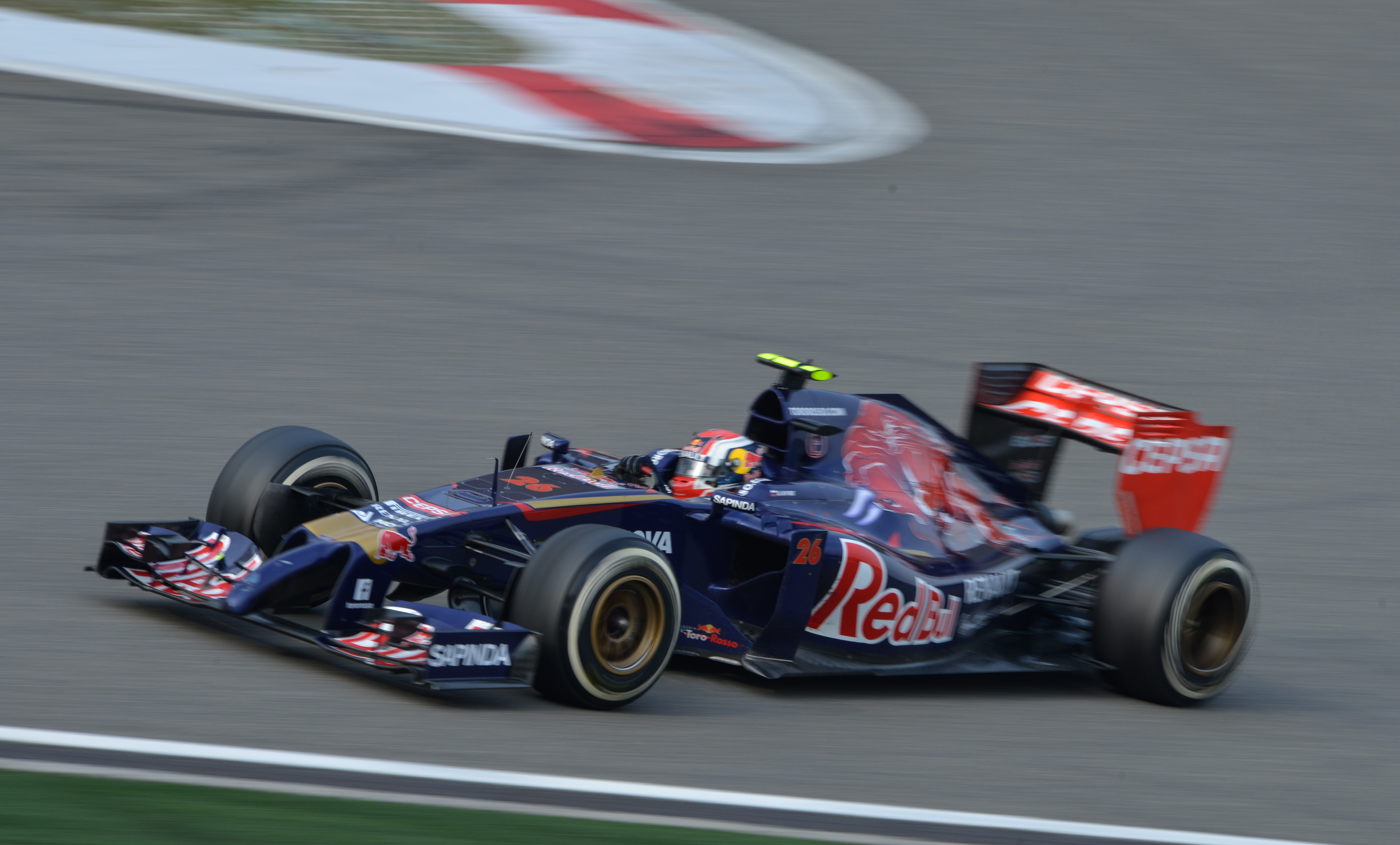
Daniil Kvyat au Grand Prix de Chine 2014.

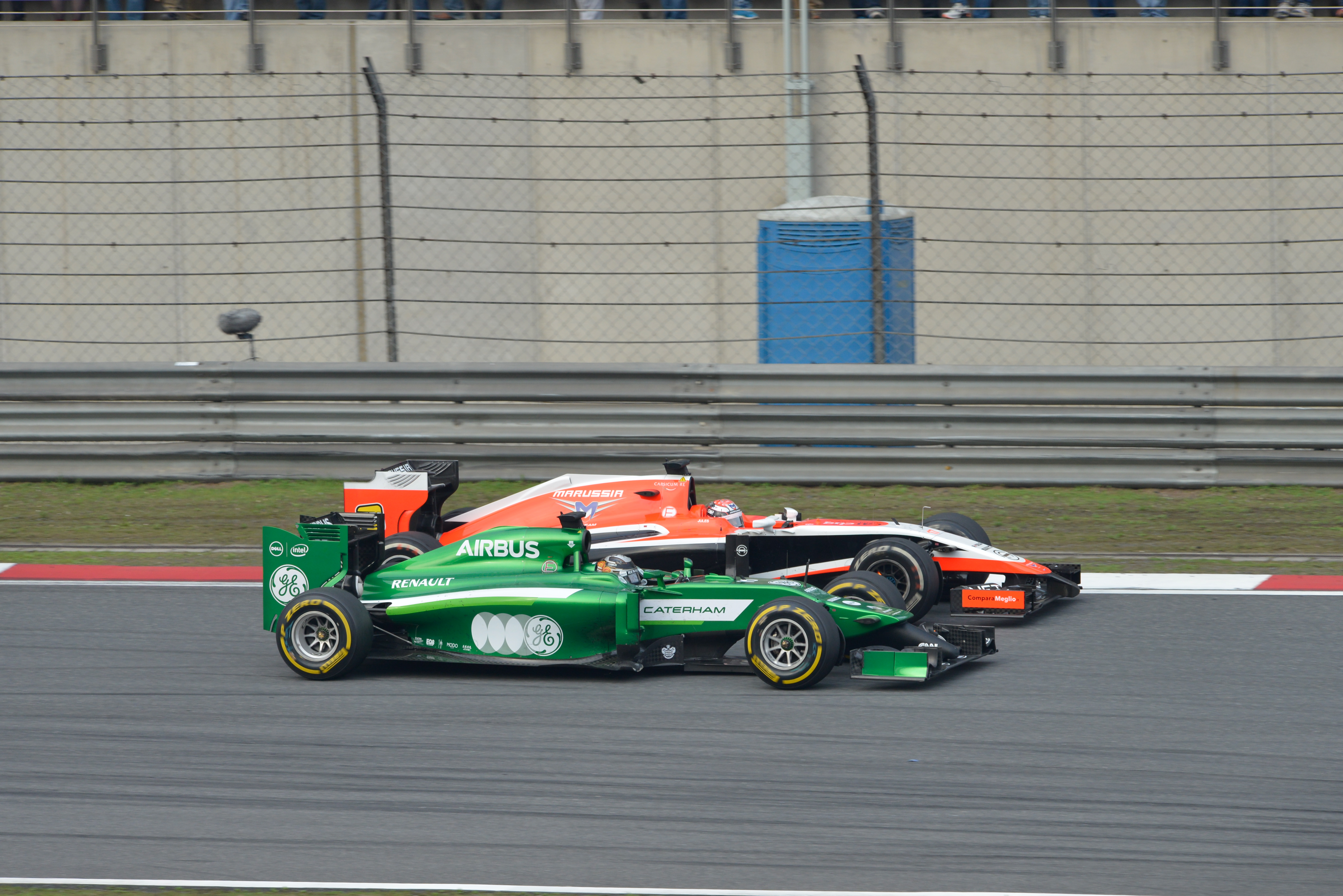
Kamui Kobayashi dépassant Jules Bianchi lors du Grand Prix de Chine 2014.

Contrairement à la veille, la piste est sèche et il ne pleut pas au départ du Grand Prix de Chine bien que le temps reste gris et très venteux. Les qualifications s'étant disputées sur piste humide, tous les pilotes, y compris les dix premiers, sont autorisés à prendre le départ avec le type de pneumatiques de leur choix ; tout le plateau, hormis Kevin Magnussen, quinzième, s'élance en pneus tendres. À l'extinction des feux, Lewis Hamilton, depuis la pole position, s'engouffre en tête dans le premier virage. Fernando Alonso et Felipe Massa réussissent un envol parfait. Le Brésilien prend immédiatement le meilleur sur Nico Rosberg puis entre en contact, pneu contre pneu, avec Alonso en se rabattant ; les deux anciens coéquipiers poursuivent leur course sans dommage. Rosberg touche alors Valtteri Bottas mais les monoplaces ne subissent pas de dégât. Au premier passage, Hamilton précède Sebastian Vettel, Alonso, Daniel Ricciardo, Massa, Rosberg, Nico Hülkenberg, Romain Grosjean, Kimi Räikkönen, Bottas, Daniil Kvyat, Jean-Éric Vergne et Sergio Pérez,,.
Alonso tente une manœuvre d'attaque sur Vettel, qui conserve l'avantage, tandis qu'Hamilton, en tête, possède plus de 2 secondes d'avance sur ses poursuivants. Nico Rosberg dépasse Massa et revient sur Daniel Ricciardo. Adrian Sutil abandonne dès le septième passage à cause d'un ennui moteur ; c'est son troisième abandon consécutif. Jenson Button change le premier ses pneus, au huitième tour. Grosjean s'arrête au onzième tour, Massa, Räikkönen, Pérez et Marcus Ericsson au suivant, Alonso, Hülkenberg, Kamui Kobayashi, Pastor Maldonado et Jules Bianchi au treizième, Vettel, Bottas au suivant ; Rosberg, Kvyat, Esteban Gutiérrez, Ricciardo, Vergne, Hamilton et Magnussen stoppent entre le quinzième et le dix-huitième tour. L'arrêt de Massa ruine sa course : ses mécaniciens ne retrouvent d'abord pas ses deux pneus arrière puis éprouvent de grandes difficultés à installer le pneu arrière-gauche, l'arbre de roue semblant endommagé à la suite du contact au départ avec Alonso. Il ressort des stands dernier. En s'arrêtant un tour plus tard que Vettel, Alonso gagne une place et pointe en deuxième position au douzième tour. Au dix-neuvième passage, à l'issue des arrêts au stands, Hamilton devance Alonso de 4 secondes, Vettel de 6 s, Rosberg de 9 s et Ricciardo de 11 s ; suivent Hülkenberg, Bottas, Räikkönen, Grosjean et Pérez,,.
Privé de télémétrie depuis le départ dans le sens voiture-stand, Nico Rosberg doit régulièrement annoncer à son ingénieur d'exploitation les données de consommation inscrites sur son volant pour permettre à son équipe de peaufiner sa stratégie de course. Hamilton, non touché par ce problème, gère son avance tandis que Vettel, à 3 secondes d'Alonso, est informé du fait qu'il tourne plus vite que son rival. Kimi Räikkönen est pour sa part en difficulté : il tourne en moyenne une seconde au tour plus lentement que son coéquipier et a du mal à contenir Grosjean, neuvième. Les McLaren sont elles aussi en manque de performance puisque la première des deux monoplaces évolue à la douzième place ; Magnussen, en pneus durs a même changé de pneus en même temps que les pilotes en pneus tendres,,.
Nico Rosberg poursuit sa remontée dans le classement et ravit la troisième place à Sebastian Vettel dans le vingt-troisième tour, malgré une forte résistance du pilote Red Bull. Ricciardo, dont les gommes sont plus fraîches et qui est sur une stratégie à trois arrêts contre deux pour Vettel revient sur son coéquipier. Pour la seconde fois de la saison, Vettel reçoit la consigne de le laisser passer. L'Allemand, en dépit de l'insistance de son équipe, résiste pendant deux boucles ; Ricciardo finit par passer et se détache au rythme d'une demi-seconde au tour,,.
Au vingt-huitième tour, Hamilton possède 12 secondes d'avance sur Alonso. Romain Grosjean, qui a perdu l'usage du quatrième rapport de boîte de vitesses, fait une sortie de piste, traverse un bac à graviers et rentre au stand au ralenti pour abandonner au vingt-neuvième passage, boîte définitivement hors d'usage. Button et Bianchi changent de pneus au tour suivant, Kobayashi au trente-et-unième. Hülkenberg, Bottas, Räikkönen, Kvyat, Magnussen, Massa, Vergne, Maldonado, Chilton, Alonso, Vettel, Rosberg, Ricciardo et finalement Hamilton passent au stand entre le trente-deuxième et le trente-neuvième tour. Alonso, qui finit la course en pneus durs, s'est arrêté un tour plus tôt que Vettel qui espère pouvoir le défier en fin de course. Au quarantième tour, Hamilton devance Alonso, Rosberg, Ricciardo, Vettel, Hülkenberg, Bottas, Räikkönen, Pérez et Kvyat,,.
Nico Rosberg, profitant d'une meilleure vitesse de pointe, prend l'avantage sur Alonso dans le quarante-troisième tour. Derrière, Ricciardo change de stratégie de course : ses pneus étant peu dégradés, il peut espérer rejoindre l'arrivée sans effectuer un troisième arrêt ; par contre, il lui faudra défendre sa position face à son coéquipier Vettel qui le suit à 6 secondes avec des pneus plus fraîs. Les positions restent figées dans les dernières boucles : Hamilton surveille ses rivaux, Rosberg a suffisamment d'avance sur Alonso pour réduire son allure et l'Espagnol dispose de 5 secondes d'avance sur Ricciardo qui relègue Vettel à plus de 15 secondes. Lewis Hamilton remporte sa troisième victoire consécutive, Nico Rosberg permet à son écurie de réaliser un nouveau doublé et Fernando Alonso obtient son premier podium de la saison ; suivent pour les points Ricciardo, Vettel, Hülkenberg, Bottas, Räikkönen, Pérez et Kvyat,,.

### Classement de la course
| Pos. | no | Pilote            | Écurie               | Tours | Temps/Abandon                      | Grille | Points |
| ---- | -- | ----------------- | -------------------- | ----- | ---------------------------------- | ------ | ------ |
| 1    | 44 | Lewis Hamilton    | Mercedes             | 54    | 1 h 33 min 28 s 338 (188,824 km/h) | 1      | 25     |
| 2    | 6  | Nico Rosberg      | Mercedes             | 54    | + 18 s 062                         | 4      | 18     |
| 3    | 14 | Fernando Alonso   | Ferrari              | 54    | + 23 s 604                         | 5      | 15     |
| 4    | 3  | Daniel Ricciardo  | Red Bull-Renault     | 54    | + 27 s 136                         | 2      | 12     |
| 5    | 1  | Sebastian Vettel  | Red Bull-Renault     | 54    | + 47 s 778                         | 3      | 10     |
| 6    | 27 | Nico Hülkenberg   | Force India-Mercedes | 54    | + 54 s 295                         | 8      | 8      |
| 7    | 77 | Valtteri Bottas   | Williams-Mercedes    | 54    | + 55 s 697                         | 7      | 6      |
| 8    | 7  | Kimi Räikkönen    | Ferrari              | 54    | + 1 min 16 s 335                   | 11     | 4      |
| 9    | 11 | Sergio Pérez      | Force India-Mercedes | 54    | + 1 min 22 s 647                   | 16     | 2      |
| 10   | 26 | Daniil Kvyat      | Toro Rosso-Renault   | 53    | + 1 tour                           | 13     | 1      |
| 11   | 22 | Jenson Button     | McLaren-Mercedes     | 53    | + 1 tour                           | 12     |        |
| 12   | 25 | Jean-Éric Vergne  | Toro Rosso-Renault   | 53    | + 1 tour                           | 9      |        |
| 13   | 20 | Kevin Magnussen   | McLaren-Mercedes     | 53    | + 1 tour                           | 15     |        |
| 14   | 13 | Pastor Maldonado  | Lotus-Renault        | 53    | + 1 tour                           | 22     |        |
| 15   | 19 | Felipe Massa      | Williams-Mercedes    | 53    | + 1 tour                           | 6      |        |
| 16   | 21 | Esteban Gutiérrez | Sauber-Ferrari       | 53    | + 1 tour                           | 17     |        |
| 17   | 17 | Jules Bianchi     | Marussia-Ferrari     | 53    | + 1 tour                           | 19     |        |
| 18   | 10 | Kamui Kobayashi   | Caterham-Renault     | 53    | + 1 tour                           | 18     |        |
| 19   | 4  | Max Chilton       | Marussia-Ferrari     | 52    | + 2 tours                          | 21     |        |
| 20   | 9  | Marcus Ericsson   | Caterham-Renault     | 52    | + 2 tours                          | 20     |        |
| Abd. | 8  | Romain Grosjean   | Lotus-Renault        | 28    | Boîte de vitesses                  | 10     |        |
| Abd. | 99 | Adrian Sutil      | Sauber-Ferrari       | 5     | Moteur                             | 14     |        |

- Le classement du Grand Prix a été arrêté au 54e des cinquante-six tours prévus (et effectués par les neuf premiers pilotes) car le drapeau à damier a été présenté par erreur à Lewis Hamilton deux tours trop tôt. Comme le stipule l'article 43.2 du règlement sportif, la première présentation du drapeau à damiers présenté fait foi et implique l'arrêt du classement ; à cause de cette erreur, Kamui Kobayashi perd sa dix-septième place au profit de Jules Bianchi qu'il a dépassé dans le dernier tour[31],[32].

### Pole position et record du tour
- Pole position :  Lewis Hamilton (Mercedes Grand Prix) en 1 min 53 s 860 (172,349 km/h)[33].
- Meilleur tour en course :  Nico Rosberg (Mercedes Grand Prix) en 1 min 40 s 402 (195,450 km/h) au trente-neuvième tour[34].

### Tours en tête
- Lewis Hamilton : 54 tours (1-54)[35].

## Classements généraux à l'issue de la course
| Pos. | Pilote           | Écurie               | Points |
| ---- | ---------------- | -------------------- | ------ |
| 1    | Nico Rosberg     | Mercedes             | 79     |
| 2    | Lewis Hamilton   | Mercedes             | 75     |
| 3    | Fernando Alonso  | Ferrari              | 41     |
| 4    | Nico Hülkenberg  | Force India-Mercedes | 36     |
| 5    | Sebastian Vettel | Red Bull-Renault     | 33     |
| 6    | Daniel Ricciardo | Red Bull-Renault     | 24     |
| 7    | Valtteri Bottas  | Williams-Mercedes    | 24     |
| 8    | Jenson Button    | McLaren-Mercedes     | 23     |
| 9    | Kevin Magnussen  | McLaren-Mercedes     | 20     |
| 10   | Sergio Pérez     | Force India-Mercedes | 18     |
| 11   | Felipe Massa     | Williams-Mercedes    | 12     |
| 12   | Kimi Räikkönen   | Ferrari              | 11     |
| 13   | Jean-Éric Vergne | Toro Rosso-Renault   | 4      |
| 14   | Daniil Kvyat     | Toro Rosso-Renault   | 4      |

| Pos. | Écurie               | Points |
| ---- | -------------------- | ------ |
| 1    | Mercedes             | 154    |
| 2    | Red Bull-Renault     | 57     |
| 3    | Force India-Mercedes | 54     |
| 4    | Ferrari              | 52     |
| 5    | McLaren-Mercedes     | 43     |
| 6    | Williams-Mercedes    | 36     |
| 7    | Toro Rosso-Renault   | 8      |

## Statistiques
Le Grand Prix de Chine 2014 représente :
- la 34e pole position de sa carrière pour Lewis Hamilton ; il devient le pilote britannique ayant obtenu le plus de pole positions en Formule 1[38],[39] ;
- la 25e victoire de sa carrière pour Lewis Hamilton. Il égale Niki Lauda et Jim Clark[40],[41] ;
- la 17e victoire pour Mercedes en tant que constructeur[42] ;
- la 103e victoire pour Mercedes en tant que motoriste[43] ;
- le 8e doublé pour Mercedes en tant que constructeur, le troisième consécutif[44] ;
- le 100e Grand Prix consécutif dans les points pour le moteur Mercedes[45].

Au cours de ce Grand Prix :
- Adrián Fernández (champion du Mexique de Formule 3 en 1991, vice-champion de CART en 2000, champion LMP2 American Le Mans Series en 2009) a été nommé par la FIA conseiller pour aider dans leurs jugements le groupe des commissaires de course lors de ce Grand Prix. Il occupe ce poste pour la première fois[46],[47].
- Pour la quatrième fois, lors des quatre premières courses de la saison, Mercedes réalise la pole position, le meilleur tour en course, tous les tours en tête et la victoire, ce qui ne s'était encore jamais produit en championnat du monde de Formule 1 ;
- Le classement du Grand Prix a été arrêté au 54e des cinquante-six tours prévus (et effectués par les neuf premiers pilotes) car le drapeau à damier a été présenté trop tôt, par erreur, à Lewis Hamilton[31],[32].